# 下海岸
下海岸（しもかいがん）とは、北海道函館市が編入した銭亀沢村（松倉川と汐泊川の間付近）及び同市東部地区のうち津軽海峡に面した地域である。

## 概要
箱館（のちの函館区）からみて東側の津軽海峡沿岸地域をいう。江戸時代末期から明治時代初期にかけて呼ばれたもので箱館を中心に西側地域を「上（かみ）」、東側地域を「下（しも）」と呼ばれていたことからこのように呼ばれるようになった。さらに時代を遡ると、松前の西側地域を「上（かみ）」、東側地域を「下（しも）」と呼んだことが元になったと言われている。行政区分では旧・銭亀沢村、旧・戸井町、旧・恵山町の3町村が当たる。文献によっては「下（シ）モ在」とも記述している。
函館市史銭亀沢編では、いつから呼ばれたかは定かではない、少なくとも近世期には見られない呼び方。1717年（享保2年)の幕府巡見使が残した記録「松前蝦夷記」では地元では西蝦夷地并西在郷を「上ミ」、東蝦夷地并東在郷を「下モ」と呼ばれていると記されている。この「下モ」からきたのではと推測している。
なお、同様の地域の呼び方で、同時期旧・椴法華村から旧・鹿部町までの沿岸地域を「陰海岸」と呼んでいた。理由は箱館（のちの函館区）から見て三森山の陰に位置するからとしている。

## 歴史

### 年表
- 14世紀後半から末頃 - 志苔館が築かれる
- 1456年（康正2年） - 志濃里でアイヌの男性「オッカイ」が刺殺される
- 1457年（康正3年、長禄元年）
  - 5月 - コシャマインの戦い勃発
  - 月日不明 - 志苔館が陥落する
- 1764年（明和元年）旧暦7月 - 恵山の噴気活動が活発化、死者多数[4]
- 1846年（弘化3年）11月18日 - 恵山水無沢火口から小規模な水蒸気噴火。泥流発生。家屋被害、死者多数[4]

箱館戦争後(1869年-)
北海道開拓使時代(1871年-)
- 1874年 (明治7年) 6月8日 - 恵山、大地獄火口から小規模な水蒸気噴火。総噴出物量0.0001km3[4]
- 1879年（明治12年）2月12日 - 根崎村が成立

函館県時代(1882年-)
- 1883年（明治16年）
  - 月日不明 - 下湯川村から根崎村（現・函館市根崎町、高松町）が分離独立
  - 月日不明 - 上湯川村より鷲巣地区（旧・鷲巣郷→鷲巣村。現・函館市高松町）を錢龜澤村が編入

内務省北海道庁時代(1886年-)
- 1902年（明治35年）
  - 4月1日 - 錢龜澤村、根崎村、志苔村、石崎村が合併し、二級町村制施行により銭亀沢村発足
  - 4月1日 - 小安村と戸井村が合併し、二級町村制施行により戸井村発足[5]
  - 月日不明 - 根崎温泉発見[6]
  - 月日不明 - 根崎の川濯神社の社殿改築[7]
- 1919年（大正8年）4月1日 - 銭亀沢村、一級町村制施行
- 1921年（大正10年）8月20日 - 湯の川戸井間乗合自動車合資会社、湯川 - 戸井間路線バス運行開始[8][9]
- 1922年（大正11年） - 湯の川戸井間乗合自動車の路線バスが藤野自動車に譲渡される[8][9]
- 1927年（昭和2年）12月31日 - 戸井電気軌道が軌道敷設を申請（未成線）[10]
- 1928年（昭和3年）
  - 月日不明 - 藤野自動車の路線バスが休止[9]
  - 6月 - 下海岸自動車、根崎 - 原木間路線バス運行開始[11]
- 1933年（昭和8年）3月3日 - 三陸地震津波。志苔海で1.2m記録する[12]
- 1935年（昭和10年）5月 - 水上自動車が 湯川 - 戸井間路線バス運行開始。約1年間で撤退[8][9]

戦時下
- 1937年（昭和12年）
  - 月日不明 - 未成線の戸井線着工
  - 月日不明 - 銭亀沢村根崎の川濯神社が再建される[13]
  - 7月7日 - 日中戦争勃発
- 1941年（昭和16年）12月8日 - 太平洋戦争勃発
- 1944年（昭和19年）6月1日 - 下海岸自動車が函館乗合自動車（現・函館バス）に統合される[14]

第二次世界大戦後
- 1945年（昭和20年）8月15日 - 太平洋戦争終戦
- 1946年（昭和21年）9月15日 - 函館市へ銭亀沢村の根崎温泉地区を編入、函館市から銭亀沢村へ旧・亀尾村の字鐵山の一部と字蛾眉野の一部を編入
- 1956年（昭和31年）6月1日 - 函館市交通局（現・函館市企業局交通部）が函館市営バス下海岸線（函館駅前 - 石崎間）を開設[15]
- 1960年（昭和35年）
  - 2月24日 - （銭亀沢村）海上保安庁のヘリコプターが宇賀小学校（1972年に合併のため閉校[16]）の校庭に墜落。乗員4人全員死亡[17]。
  - 5月24日 - チリ地震津波。銭亀沢村、銭亀沢港で1.43m、志苔海で2.05m、石崎村谷地で2.02mを記録する[12]
- 1961年（昭和36年）4月20日 - 銭亀沢村（旧根崎村）に函館空港が開港

函館市へ編入
- 1966年（昭和41年）12月1日 - 銭亀沢村、函館市に編入合併
- 1975年（昭和50年）8月29日 - （銭亀沢村）根崎川濯神社にて円空仏が発見される[18]
- 2004年（平成16年）12月1日 - 戸井町、恵山町が函館市に編入合併